# Eucalyptus jacksonii
Eucalyptus jacksonii är en myrtenväxtart som beskrevs av Joseph Henry Maiden. Eucalyptus jacksonii ingår i släktet Eucalyptus och familjen myrtenväxter. Inga underarter finns listade i Catalogue of Life.

## Bildgalleri

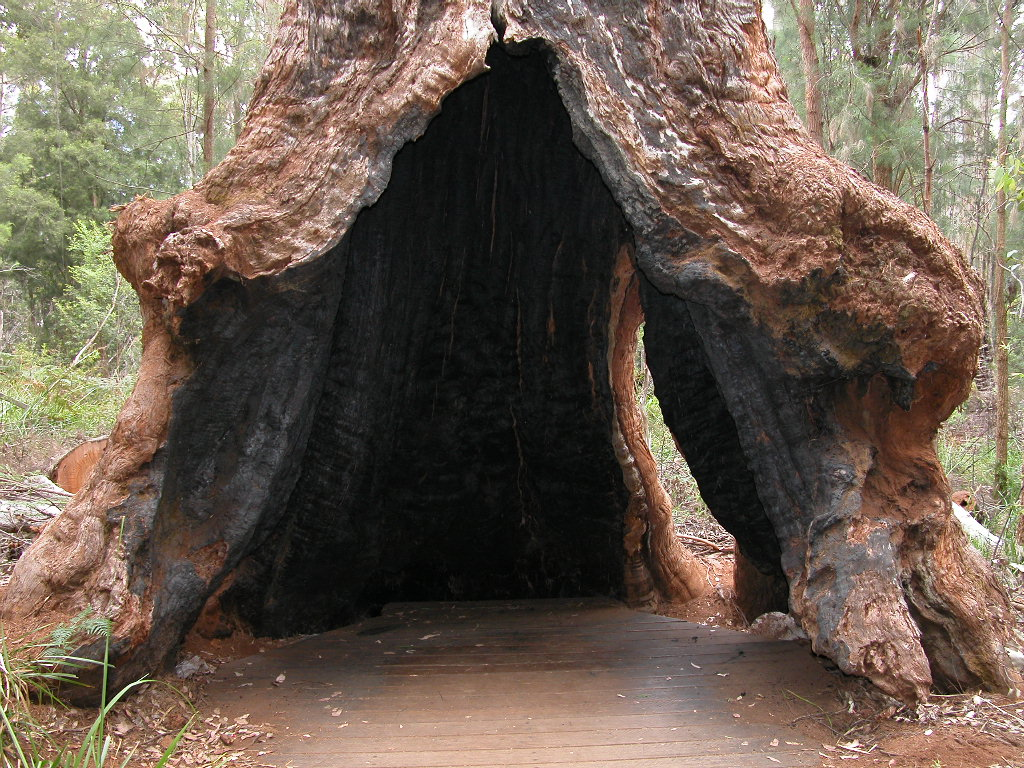